# 黑點海鮋
黑點海鮋，為輻鰭魚綱鮋形目鮋亞目鮋科的其中一種，為熱帶海水魚，被IUCN列為易危保育類動物，分布於東南大西洋聖赫勒拿島海域，為特有種，棲息深度146-183公尺，體長可達35公分，棲息在底層水域，生活習性不明。

## 扩展阅读
維基物種上的相關：黑點海鮋